# Református templom (Dorog)

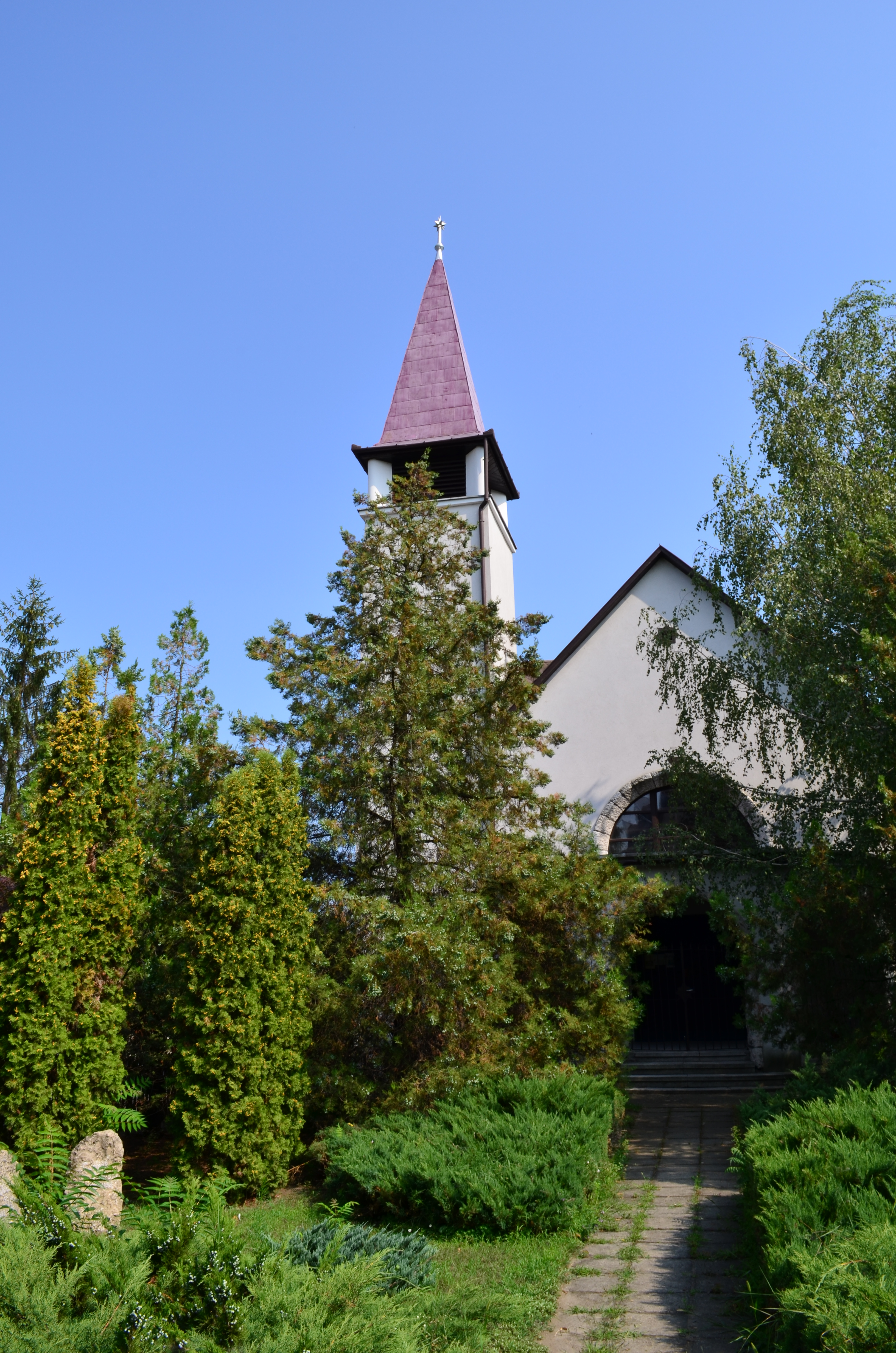
A református templom

A dorogi református templom egy erdélyi stílusban épült templom a Köztársaság úton.

## Története
A Dorogi-medence szénbányászatának folyamatosan növekvő termelése sok munkást igényelt. Többen az Alföldről és Erdélyből érkeztek, ezen munkások jelentős része pedig protestáns vallású volt. 
Puskás Károly építészmérnök egy erdélyi stílusú templomot tervezett Dorogra, amelynek alapkövét 1935-ben rakták le. A református és evangélikus hívek 1936. október 18-án vették át. 
A mai napig evangélikus Istentiszteleteket is tartanak benne.

## Képek

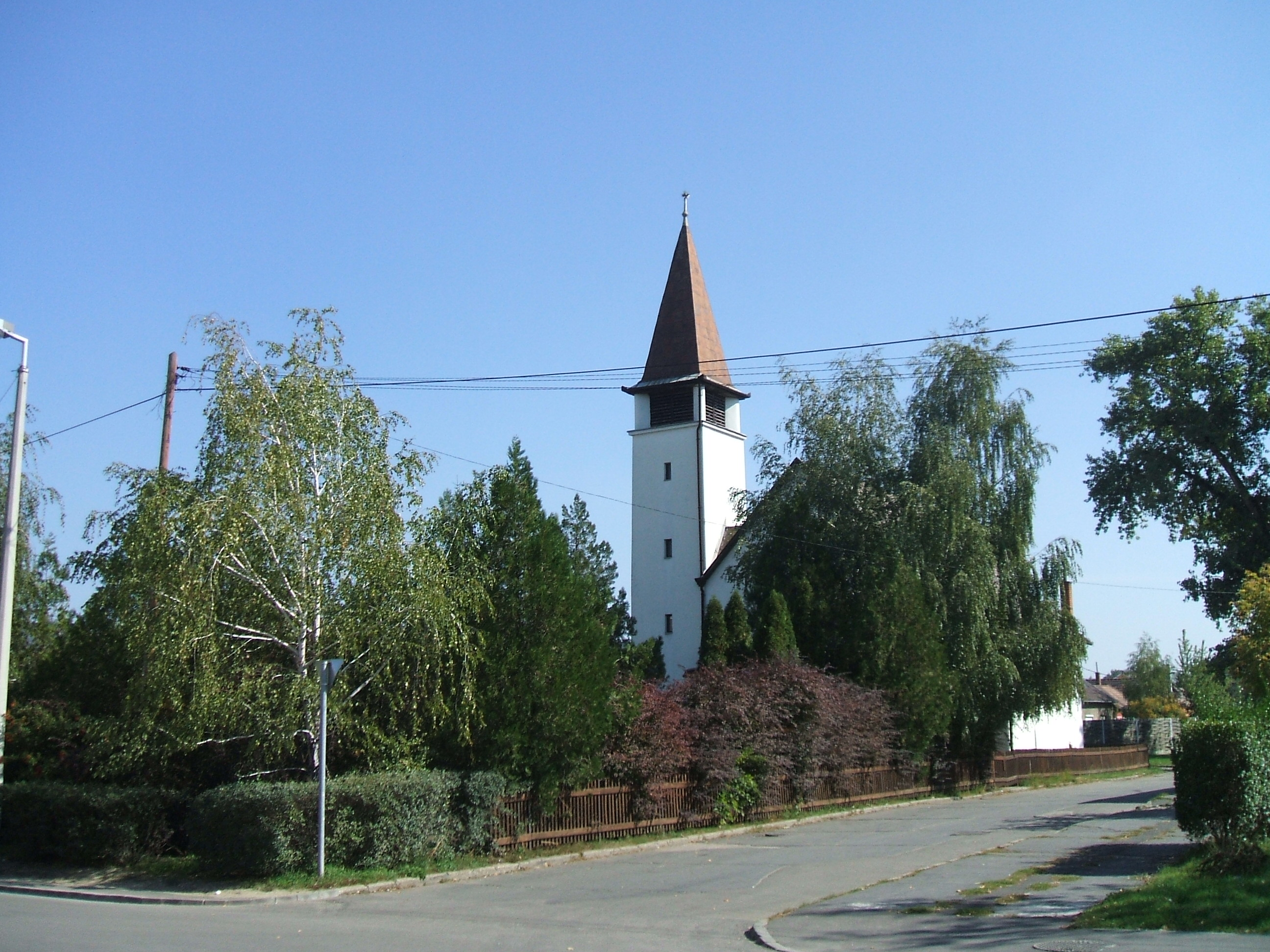
A templom és környezete
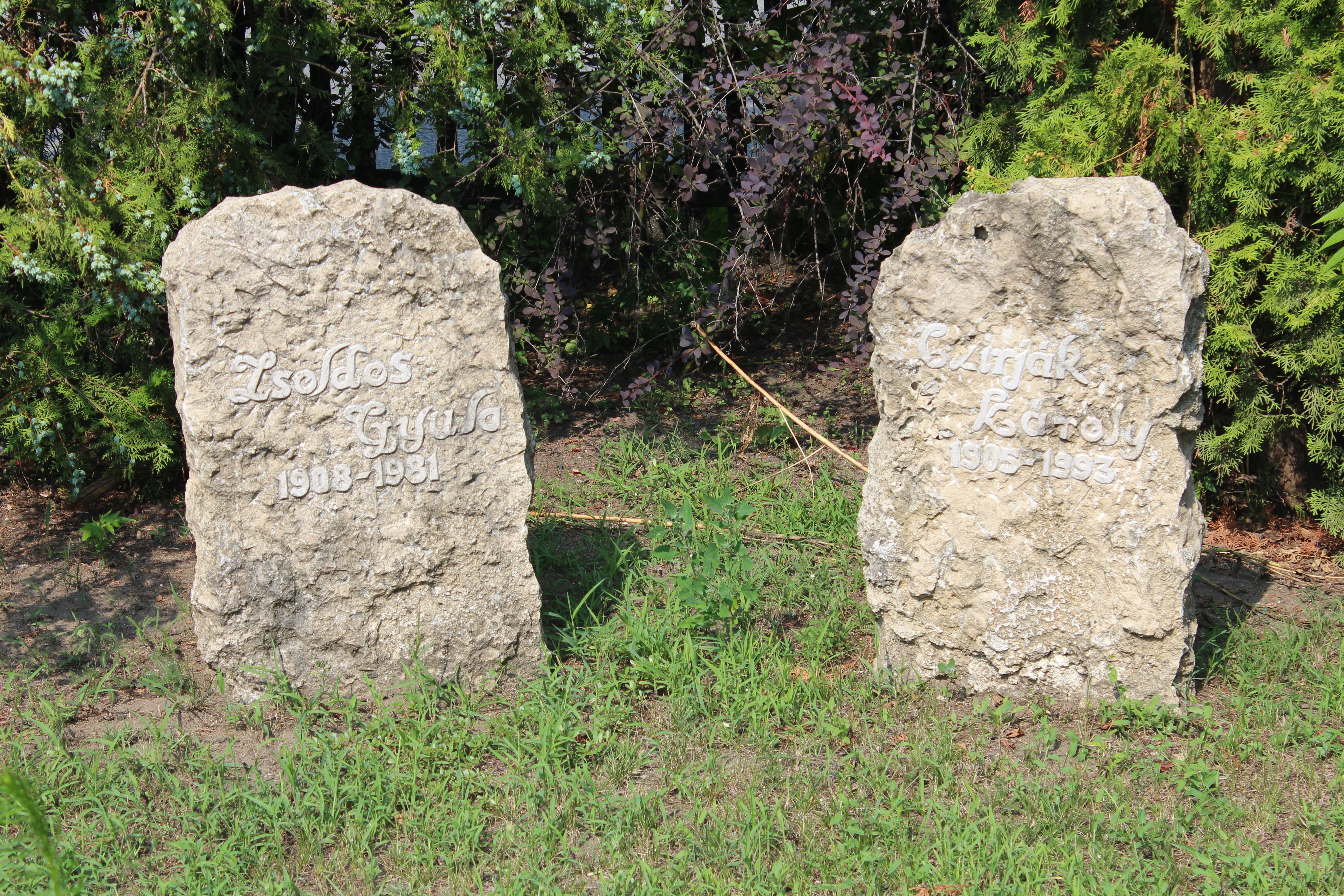
Sírkövek a kertjében
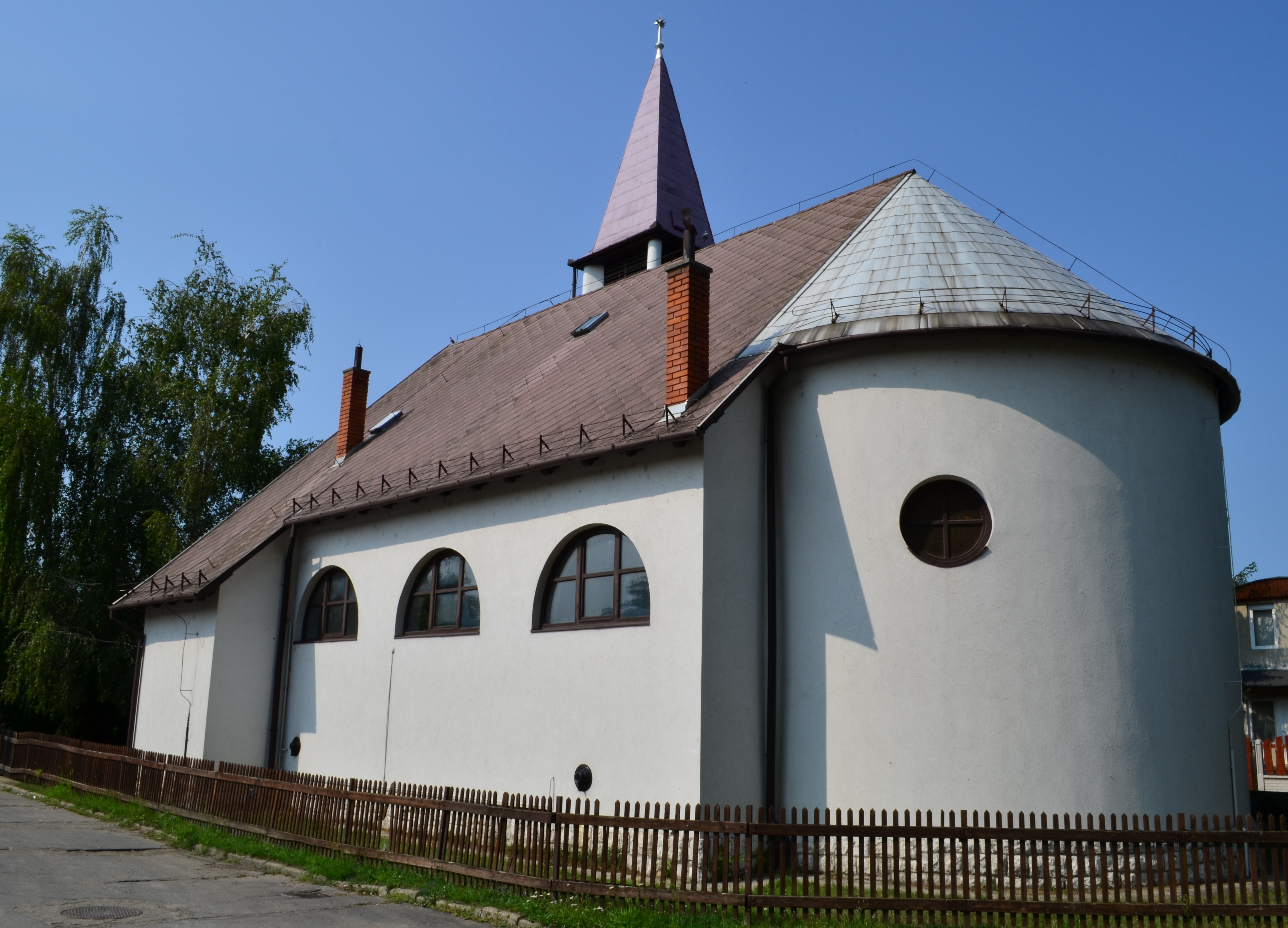
Hátulról fotózva